# George Town Council

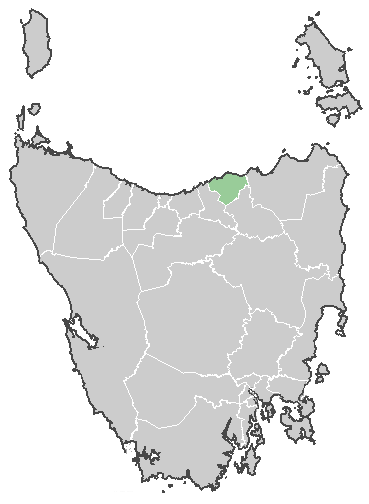
George Town Council na mapie Tasmanii

George Town Council – obszar samorządu lokalnego (ang. local government area) położony w północnej części Tasmanii (Australia). Siedziba rady samorządu zlokalizowana jest w mieście George Town.
Według danych z 2009 roku, obszar ten zamieszkuje 6830 osób. Ponadto w 2006 roku George Town cechował się najwyższym współczynnikiem urodzeń dzieci na jedna kobietę, który wyniósł 3,75. Powierzchnia samorządu wynosi 652,6 km². 
W celu identyfikacji samorządu Australian Bureau of Statistics wprowadziło czterocyfrowy kod dla gminy George Town – 2210.